# Crematogaster corticicola
Crematogaster corticicola es una especie de hormiga acróbata del género Crematogaster, familia Formicidae. Fue descrita científicamente por Mayr en 1887.

## Distribución y ecología
Habita en el continente americano, en Argentina, Bolivia, Brasil y Paraguay. Se ha encontrado a elevaciones que van desde los 50 hasta los 1200 metros de altura.
Las colonias de C. corticicola son forrajeras generalistas que habitan en bosques medios y bosques secos tropicales.